# Ram Niwas Mirdha

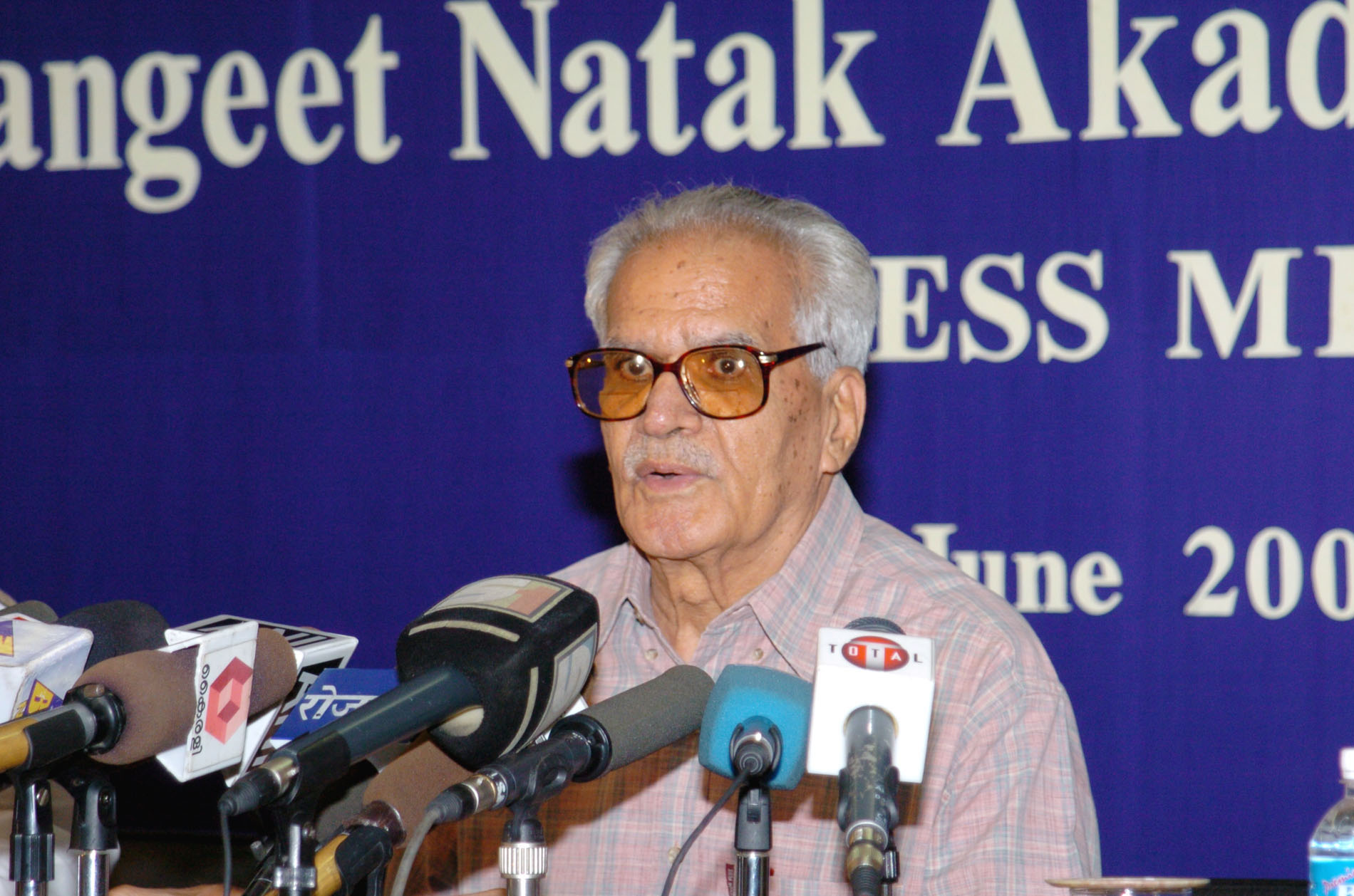
Ram Niwas Mirdha, 2005

Ram Niwas Mirdha (Hindi राम निवास मिर्धा Rām Nivās Mirdhā; * 24. August 1924 in Jasol, Distrikt Barmer, Rajasthan; † 29. Januar 2010) war ein indischer Politiker.

## Biografie
Der Sohn eines Polizisten studierte nach dem Schulbesuch an der University of Allahabad und beendete dieses Studium mit einem Master of Arts (M.A.). Ein anschließendes Postgraduiertenstudium der Rechtswissenschaften an der Lucknow University schloss er mit einem Bachelor of Laws (LL.B.) ab. Später absolvierte er noch ein Studium am Institut für Internationale Studien in Genf und erwarb dort eine Graduierung.
Seine politische Laufbahn begann er 1953 als Kandidat des Indian National Congress mit der Wahl zum Abgeordneten der Legislativversammlung von Rajasthan (Rajasthan Legislative Assembly), der er bis 1967 angehörte. Nach einer Tätigkeit als Minister für Landwirtschaft, Bewässerung und Transport in der Regierung von Chefminister Mohan Lal Sukhadia von 1954 bis 1957 wurde er 1957 zum Sprecher der Legislativversammlung des Bundesstaates gewählt und behielt dieses Amt bis 1967.
1967 wurde er zum Mitglied des Oberhauses (Rajya Sabha) gewählt und vertrat dort bis 1991 die Interessen Rajasthans.
Im Juni 1970 wurde er von Premierministerin Indira Gandhi zum Staatsminister im Innenministerium berufen, in dem er bis Oktober 1974 für Personal und Verwaltungsreformen zuständig war. Nach einer Kabinettsumbildung war er anschließend zunächst Staatsminister für die Verteidigungsproduktion, ehe er nach einer erneuten Regierungsumbildung von Dezember 1975 bis zum Ende von Gandhis Amtszeit am 24. März 1977 Staatsminister für Versorgung und Rehabilitation war.
Nach der Wahlniederlage der Kongresspartei war er anschließend zwischen 1977 und 1980 Vizepräsident des Oberhauses.
Im Januar 1983 wurde er von Premierminister Gandhi wieder in die Regierung berufen, in der er zunächst bis August 1984 Minister für Wasserressourcen war. Im Anschluss war er für kurze Zeit zwischen August und Dezember 1984 Außenminister. In dieser Funktion war er im September 1984 Leiter der Delegation bei der Generalversammlung der Vereinten Nationen in New York City. Nach der Ermordung Indira Gandhis im Oktober 1984 wurde er von deren Sohn und neuen Premierminister Rajiv Gandhi im Januar 1985 zum Kommunikationsminister in dessen Kabinett ernannt.
Nach einer weiteren Regierungsumbildung war er von Oktober 1986 bis zum Ende von Rajiv Gandhis Amtszeit am 2. Dezember 1989 Minister für die Textilindustrie mit Kabinettsrang. Zugleich war er zuständiger Minister für Gesundheit und Familienwohlfahrt.
Bei den Wahlen 1991 wurde er zum Mitglied des Unterhauses (Lok Sabha) gewählt, in der er bis zur Wahl 1996 die Interessen des Wahlkreises Barmer (Rajasthan) vertrat. In dieser Zeit war er 1992 Vorsitzender des Gemeinsamen Parlamentarischen Ausschusses zur Untersuchung von Unregelmäßigkeiten bei Versicherungs- und Bankengeschäften. Darüber hinaus war er von 1993 bis 1997 Vertreter Indiens im Verwaltungsrat (Executive Board) der UNESCO.
Ram Niwas Mirdha war darüber hinaus in vielen anderen sozial- und gesellschaftspolitischen Institutionen tätig und unter anderem 1976 bis 1980 sowie 1990 bis 1995 Vorsitzender der Lalit Kala Akademi, der Nationalen Akademie Indiens für die Künste. Darüber hinaus war er Präsident der Indian Heritage Society, der Föderation der Indischen Gesellschaft für die Vereinten Nationen (Indian Federation of UN Association) und der Indischen Gesellschaft für Internationales Recht.
Sein jüngerer Sohn Harendra Mirdha war ebenfalls Mitglied der Legislativversammlung und von 1998 bis 1994 Minister für öffentliche Arbeiten in der Staatsregierung Rajasthans.